# Weston (Missouri)
Weston és una població dels Estats Units a l'estat de Missouri. Segons el cens del 2000 tenia 1.631 habitants.

## Demografia
Segons el cens del 2000, Weston tenia 1.631 habitants, 676 habitatges, i 459 famílies. La densitat de població era de 384 habitants per km².
Dels 676 habitatges en un 32% hi vivien nens de menys de 18 anys, en un 53,7% hi vivien parelles casades, en un 9,2% dones solteres, i en un 32,1% no eren unitats familiars. En el 28,8% dels habitatges hi vivien persones soles el 12,1% de les quals corresponia a persones de 65 anys o més que vivien soles. El nombre mitjà de persones vivint en cada habitatge era de 2,4 i el nombre mitjà de persones que vivien en cada família era de 2,95.
Per edats la població es repartia de la següent manera: un 25% tenia menys de 18 anys, un 6,6% entre 18 i 24, un 28,6% entre 25 i 44, un 25,9% de 45 a 60 i un 14% 65 anys o més.
L'edat mediana era de 40 anys. Per cada 100 dones de 18 o més anys hi havia 87,7 homes.
La renda mediana per habitatge era de 43.214 $ i la renda mediana per família de 53.015 $. Els homes tenien una renda mediana de 36.466 $ mentre que les dones 27.132 $. La renda per capita de la població era de 20.794 $. Entorn del 5,2% de les famílies i el 7,1% de la població estaven per davall del llindar de pobresa.

## Poblacions més properes
El següent diagrama mostra les poblacions més properes.